# Thysanophrys
Thysanophrys – rodzaj ryb skorpenokształtnych z rodziny płaskogłowowatych (Platycephalidae).

## Klasyfikacja
Gatunki zaliczane do tego rodzaju:

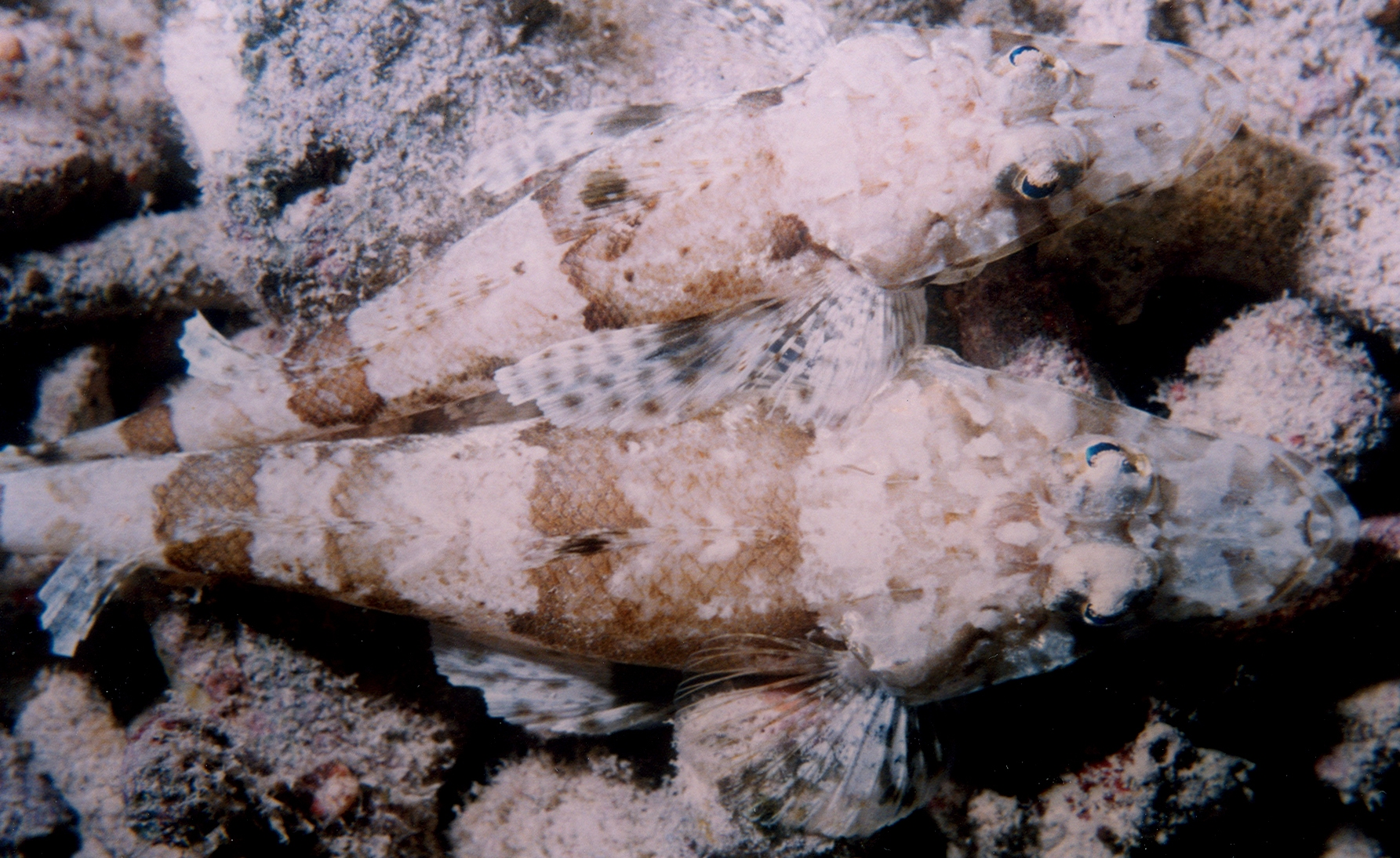
Thysanophrys armata
- Thysanophrys celebica
- Thysanophrys chiltonae
- Thysanophrys cirronasa
- Thysanophrys longirostris
- Thysanophrys papillaris
- Thysanophrys randalli[3]
- Thysanophrys rarita[3]
- Thysanophrys springeri[3]
- Thysanophrys tricaudata[3]

- Thysanophrys chiltonae